# Лєсной (Ленінградська область)
Лєсной (рос. Лесной) — селище Бокситогорського району Ленінградської області Росії. Входить до складу Забор'євського сільського поселення.
Населення — 26 осіб (2012 рік). 